# Poljana Čička
Poljana Čička je naseljeno mjesto u Republici Hrvatskoj u Zagrebačkoj županiji. 

## Zemljopis
Nalazi se u Turopolju, a administrativno je u sastavu grada Velike Gorice. Proteže se na površini od 8 km². Naselje se smjestilo uz rijeku Odru i u blizini oteretnog kanala Sava-Odra.

## Stanovništvo
Prema popisu stanovništva iz 2011. godine Poljana Čička ima 688 stanovnika koji žive u 183 domaćinstva. Gustoća naseljenosti iznosi 86 st./km².
| broj stanovnika | 285   | 331   | 384   | 419   | 487   | 559   | 535   | 577   | 518   | 487   | 470   | 463   | 425   | 439   | 612   | 688   | 623   |
|                 | 1857. | 1869. | 1880. | 1890. | 1900. | 1910. | 1921. | 1931. | 1948. | 1953. | 1961. | 1971. | 1981. | 1991. | 2001. | 2011. | 2021. |

## Povijest
U rujnu 2010. godine Poljana Čička teško je stradala u poplavi rijeke Save. Poplave su ponovno pogodile selo u travnju 2013. i veljači 2014.